# Bereźnica (obwód rówieński)
Bereźnica (ukr. Бережниця; także Bereżnica), wieś (dawniej miasto) na Ukrainie, nad Horyniem, na Polesiu, w obwodzie rówieńskim, w rejonie dąbrowickim. Liczy ok. 650 osób.
Prywatne miasto szlacheckie, położone w województwie wołyńskim, w 1739 roku należało do klucza Stepań Lubomirskich.
W I Rzeczypospolitej należała do dóbr książąt Ostrogskich, Zasławskich a na końcu Czackich. Od 1831 roku własność rządowa.
Do 1926 miasto, a następnie wieś w Polsce, w województwie poleskim/województwie wołyńskim, w powiecie sarneńskim. Miejscowość była siedzibą wiejskiej gminy Bereźnica. Zamieszkiwana wówczas głównie przez Żydów (1372 osób w 1921 roku), oprócz tego przez Ukraińców i kilkanaście rodzin polskich.
Po wkroczeniu Niemców w 1941 roku miejscowi Ukraińcy urządzili pogrom, podczas którego wielu Żydów zostało rannych i obrabowanych.
Podczas okupacji niemieckiej utworzono w Bereźnicy getto, zlikwidowane w sierpniu 1942 roku. Około 1 tys. Żydów wywieziono do Sarn i tam rozstrzelano.
W 1943 roku pod wpływem terroru UPA (zabito kilka osób) Polacy z Bereźnicy wyjechali do Sarn i innych miast. Upowcy spalili kościół pw. św. Rafała Archanioła, w którym znajdował się słynący łaskami obraz Matki Bożej. Los obrazu jest nieznany.
W 1954 roku wojsko radzieckie wysadziło pozostałości kościoła; materiał budowlany użyto do budowy kilku budynków w Sarnach.